# Mareca
Mareca là một chi hoặc phân chi vịt trong họ Anatidae.
Các loài được đặt trong chi này trước đây được đặt trong chi Anas. Một nghiên cứu về phát hiện là không đơn ngành.. Dựa trên phát sinh loài đã được công bố, chi Anas được chia thành bốn chi đơn độc với năm loài còn sống chuyển vào chi Mareca xác định trở lại.
Chi Mareca được giới thiệu bởi nhà tự nhiên học người Anh James Francis Stephens vào năm 1824. Loài điển hình là vịt đầu vàng. Tên của chi là từ Marréco từ tiếng Bồ Đào Nha Brazil Marréco chỉ một loài vịt nhỏ.

## Phân loại
Chi này có 6 loài:
- Mareca americana (Gmelin, 1789) - vịt trời Mỹ;
- Mareca falcata (Georgi 1775) - vịt lưỡi liềm
- Mareca marecula † (Olson y Jouventin, 1996)
- Mareca penelope (Linnaeus, 1758) - vịt đầu vàng
- Mareca sibilatrix (Poeppig, 1829) - vịt trời Chiloé
- Mareca strepera (Linnaeus, 1758)

## Hình ảnh

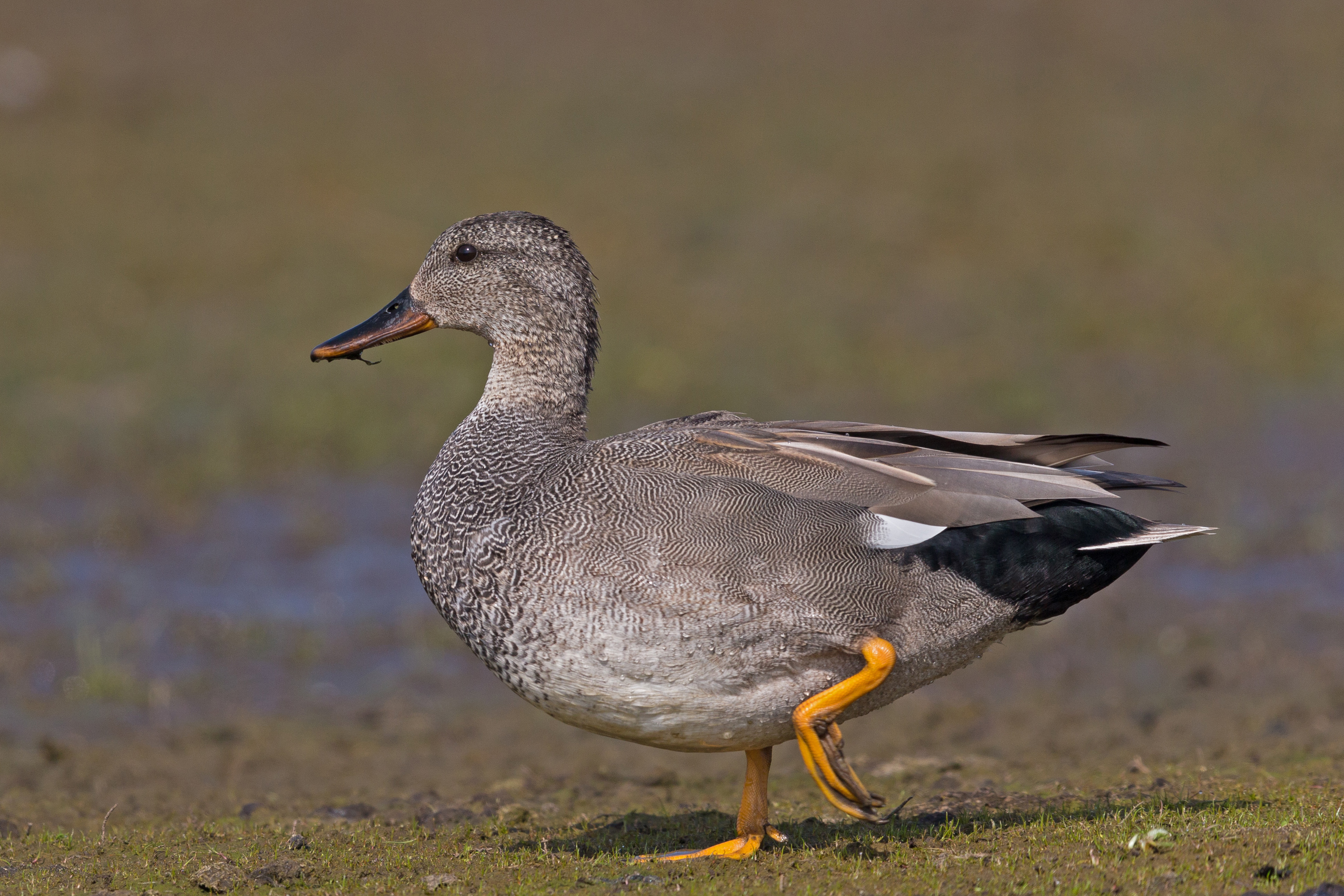
Ánade friso (Mareca strepera).
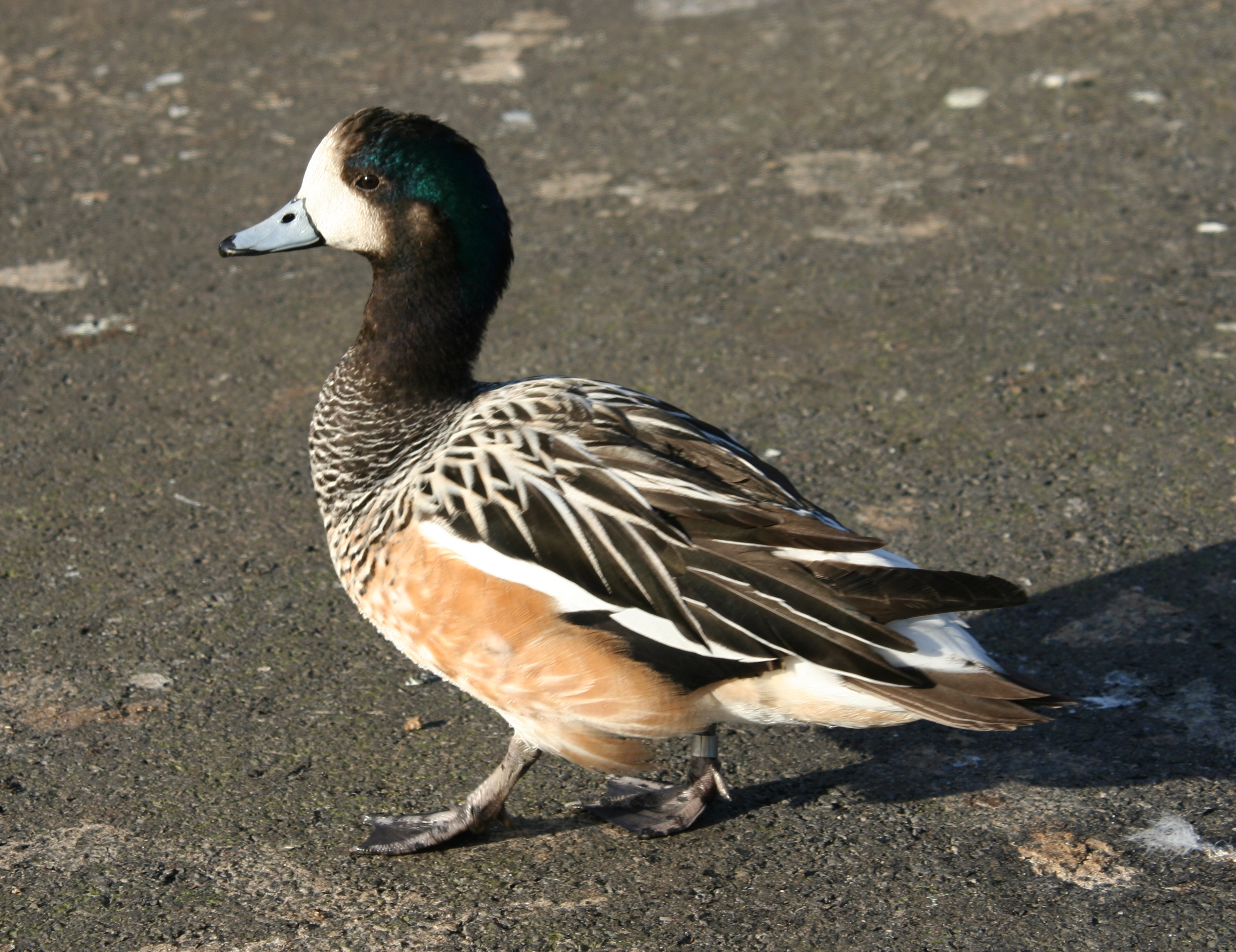
Pato overo (Mareca sibilatrix).
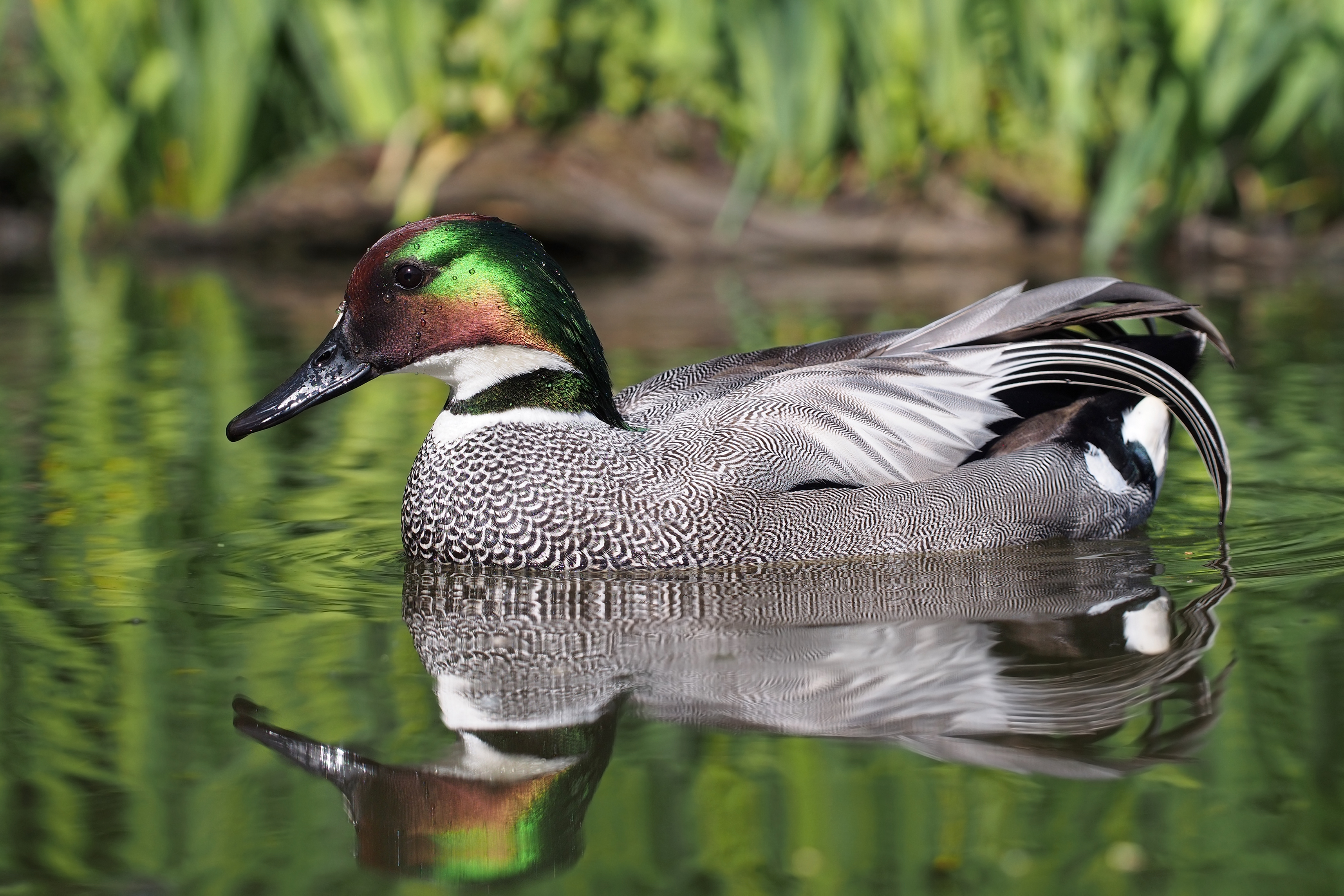
Cerceta de alfanjes (Mareca falcata).
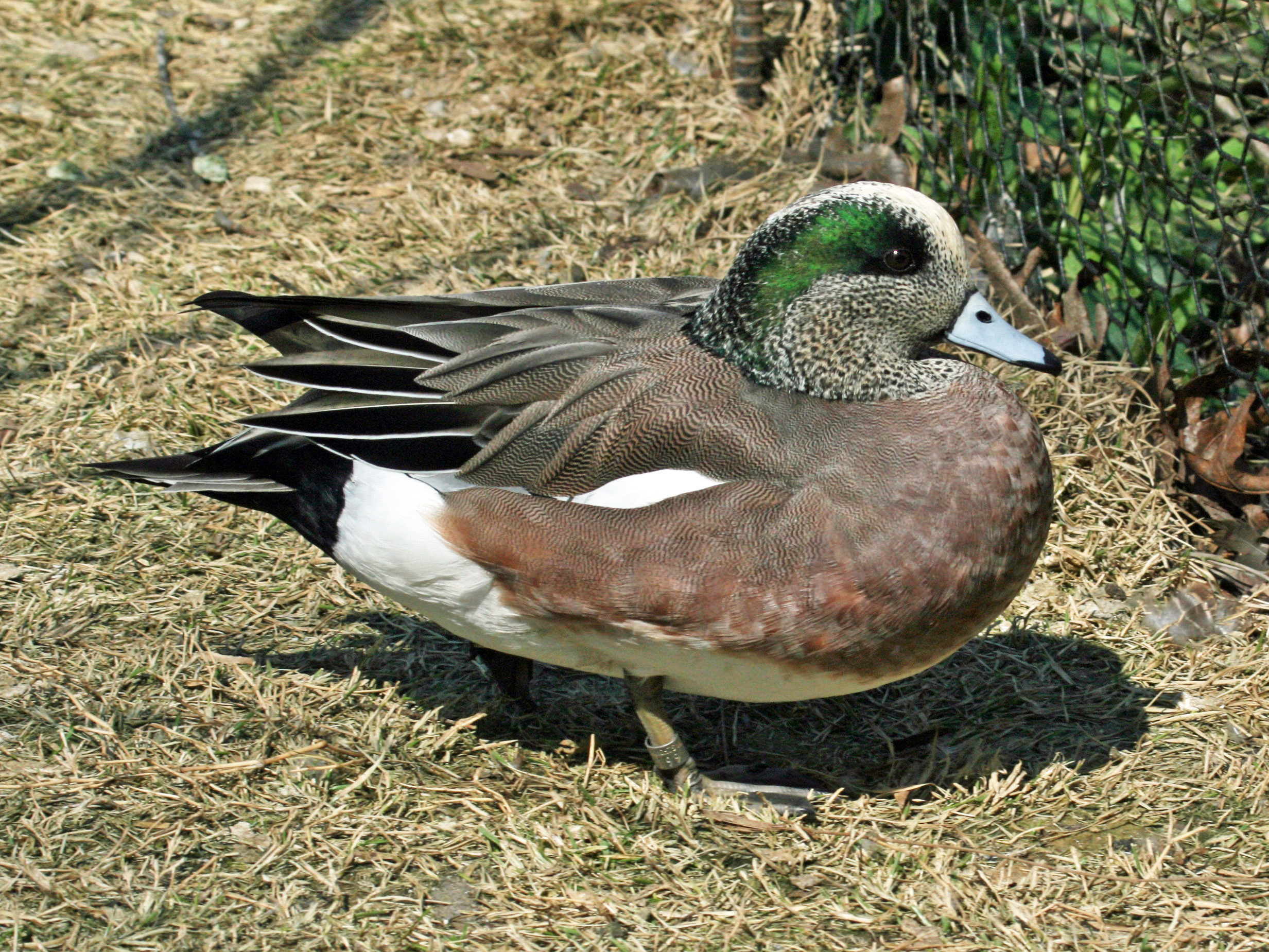
Silbón americano (Mareca amaricana).